# Sericodes
Sericodes es un género monotípico de plantas con flores, perteneciente a la familia Zygophyllaceae. Su única especie: Sericodes greggii, es originaria de México donde se encuentra en el Estado de Zacatecas.

## Taxonomía
Sericodes greggii fue descrita por Asa Gray y publicado en Smithsonian Contributions to Knowledge 3(5): 28. 1852.